# Takao Saitō (directeur de la photographie)
Pour les articles homonymes, voir Saito.
Cet article concerne le directeur de la photographie. Pour le mangaka (1936-2021), voir Takao Saitō.
Takao Saitō (斎藤孝雄, Saitō Takao) est un directeur de la photographie japonais, né le 5 mars 1929 à Kyoto et mort le 6 décembre 2014 à Zama.

## Biographie
Takao Saitō est d'abord premier assistant opérateur d'Akira Kurosawa sur neuf de ses films, entre 1947 (Un merveilleux dimanche) et 1961 (Le Garde du corps). Il devient ensuite l'un des chefs opérateurs attitrés du réalisateur, sur neuf autres films, depuis Sanjuro en 1962, jusqu'à Madadayo en 1993 (dernière réalisation de Kurosawa), année où il se retire. Il participe toutefois à Après la pluie (1999, film posthume du réalisateur), comme consultant. En tout, il est chef opérateur sur une trentaine de films japonais, dont quelques-uns dus à d'autres réalisateurs japonais, comme Jun Fukuda ou Kihachi Okamoto.
Durant sa carrière, Takao Saitō obtient une nomination à l'Oscar de la meilleure photographie (en 1986, pour Ran de Kurosawa), et deux nominations au British Academy Film Award de la meilleure photographie (en 1981, pour Kagemusha, l'ombre du guerrier de Kurosawa, puis en 1987, pour Ran), auxquelles s'ajoutent notamment des nominations et récompenses au Japanese Academy Awards et au Prix du film Mainichi, toujours au titre de la meilleure photographie).

## Filmographie partielle

### Comme premier assistant opérateur

#### Films d'Akira Kurosawa exclusivement
- 1947 : Un merveilleux dimanche (素晴らしき日曜日, Subarashiki nichiyobi?)
- 1952 : Vivre (生きる, Ikiru?)
- 1954 : Les Sept Samouraïs (七人の侍, Shichinin no samurai?)
- 1955 : Vivre dans la peur (生きものの記録, Ikimono no kiroku?)
- 1957 : Le Château de l'araignée (蜘蛛巣城, Kumonosu jo?)
- 1957 : Les Bas-fonds (どん底, Donzoko?)
- 1958 : La Forteresse cachée (隠し砦の三悪人, Kakushi toride no san-akunin?)
- 1960 : Les salauds dorment en paix (悪い奴ほどよく眠る, Warui yatsu hodo yoku nemuru?)
- 1961 : Le Garde du corps (用心棒, Yojimbo?)

### Comme directeur de la photographie

#### Films d'Akira Kurosawa
- 1962 : Sanjuro (椿三十郎, Tsubaki Sanjūrō?)
- 1963 : Entre le ciel et l'enfer (天国と地獄, Tengoku to jigoku?)
- 1965 : Barberousse (赤ひげ, Akahige?)
- 1970 : Dodes'kaden (どですかでん, Dodesukaden?)
- 1981 : Kagemusha, l'ombre du guerrier (影武者, Kagemusha?)
- 1985 : Ran (乱?)
- 1990 : Rêves (夢, Yume?)
- 1991 : Rhapsodie en août (八月の狂詩曲, Hachi-gatsu no kyōshikyoku?)
- 1993 : Madadayo (まあだだよ, Maadadayo?)

#### Autres réalisateurs (liste non exhaustive)
- 1962 : Nippon musekinin jidai (ニッポン無責任時代?) de Kengo Furusawa (ja)
- 1963 : L'Héritage des 500 000 (五十万人の遺産, Gojūman-nin no isan?) de Toshirō Mifune
- 1963 : Le Défi des géants (大盗賊, Daitōzoku?) de Senkichi Taniguchi
- 1965 : Nippon ichi no Goma suri otoko (日本一のゴマすり男?) de Kengo Furusawa (ja)
- 1965 : Le Général blaireau (狸の大将, Tanuki no taishō?) de Kajirō Yamamoto
- 1966 : Doto ichiman kairi (怒濤一万浬?) de Jun Fukuda
- 1967 : Kokusai himitsu keisatsu: Zettai zetsumei (国際秘密警察 絶体絶命?) de Senkichi Taniguchi
- 1967 : Sasaki Kojirō (佐々木小次郎?) d'Hiroshi Inagaki
- 1968 : Aniki no koi bito (兄貴の恋人?) de Shirō Moritani
- 1969 : La Plaie de la balle (弾痕, Dankon?) de Shirō Moritani
- 1969 : Akage (赤毛?) de Kihachi Okamoto
- 1971 : Futari dake no asa (二人だけの朝?) de Takeshi Matsumori
- 1978 : Inubue (犬笛?) de Sadao Nakajima
- 1982 : Maboroshi no mizuumi (幻の湖?) de Shinobu Hashimoto
- 1988 : Mitsuyaku: Gaimushō kimitsu rōei jiken (密約 外務省機密漏洩事件?) de Kōji Chino
- 1988 : Yūshun (優駿?) de Shigemichi Sugita (ja)
- 1993 : Niji no hashi (虹の橋?) de Zenzō Matsuyama

#### Autres postes
- 1962 : Musume to watashi (娘と私?) d'Hiromichi Horikawa (photographie aérienne)
- 1999 : Après la pluie (雨あがる, Ame agaru?) (consultant)

## Distinctions

### Récompenses
- Prix de la meilleure photographie aux Japan Academy Prize :
  - En 1992, pour Rhapsodie en août (récompense partagée avec Masaharu Ueda)[6] ;
  - En 1994, pour Madadayo et Niji no hashi (récompense partagée avec Masaharu Ueda)[7] ;
- Prix du film Mainichi de la meilleure photographie en 1991, pour Rêves (récompense partagée avec Masaharu Ueda)[8] ;
- National Society of Film Critics Award 1986 de la meilleure photographie pour Ran (récompense partagée avec Asakazu Nakai et Masaharu Ueda)[9].

### Nominations
- Oscar de la meilleure photographie en 1986, pour Ran (nomination partagée avec Masaharu Ueda[10] et Asakazu Nakai)[3] ;
- British Academy Film Award de la meilleure photographie :
  - En 1981, pour Kagemusha, l'ombre du guerrier (nomination partagée avec Masaharu Ueda)[4] ;
  - En 1987, pour Ran (nomination partagée avec Masaharu Ueda)[5] ;
- Prix de la meilleure photographie aux Japan Academy Prize :
  - En 1986, pour Ran (nomination partagée avec Masaharu Ueda)[11] ;
  - En 1989, pour Yūshun (nomination partagée avec Kazutami Hara)[12] ;
  - En 1991, pour Rêves (nomination partagée avec Masaharu Ueda)[13].